# هانس فان مانين
هانس فان مانين Hans Van Manen هو راقص ومصور هولندي ولد في أمستردام في 11 يوليو 1932.

## روابط خارجية
- هانس فان مانين على موقع IMDb (الإنجليزية)
- هانس فان مانين على موقع مونزينجر (الألمانية)
- هانس فان مانين على موقع قاعدة بيانات برودواي على الإنترنت (الإنجليزية)